# Seznam postav seriálu Můj malý Pony: Přátelství je magické
Toto je seznam postav seriálu Můj malý Pony: Přátelství je magické.

## Hlavní postavy
V seriálu Můj malý pony se klade větší důraz na několik hlavních hrdinů a jejich známostí. Jsou to:

### Twilight Sparkle
Twilight Sparkle je hlavní protagonistka seriálu. Je to jednorožec (od poslední epizody třetí série alicorn) a je mimořádně nadaná schopností magie. Je velmi chytrá, zodpovědná, odhodlaná a racionální. Je i nevlastní neteř a od dvacátého šestého dílu druhé série švagrová princezny Cadance. V prvním díle první série se na příkaz princezny Celestie přestěhuje z Canterlotu (hlavního města Equestrie) do malého městečka Ponyville, aby zde zkontrolovala přípravy na oslavu letního slunovratu, trávila dovolenou a našla si nové přátele. Žije i pracuje v knihovně (od začátku 5.série na hrádku který dostala na konci příhody s Lordem Tirekem) společně se svým dračím asistentem Spikem a sovou Owloysiusem (Sovicií). Twilight pravidelně zaznamenává studium přátelství prostřednictvím dopisů, jež posílá ona nebo její kamarádky princezně Celestii. Od čtvrté série také zaznamenávají tyto poznatky psaním do společného deníku. Od konce třetí série se stává princeznou, a od konce čtvrté série je známa pod titulem princezny přátelství. Reprezentuje element magie.

### Rarity
Rarity je jednorožec se zálibou v módě. Touží se v tomto odvětví proslavit a dostat se do lepší společnosti. Její největší touhou je otevřít si vlastní butik v Canterlotu, což se jí později v páté sérii také skutečně podaří. Potrpí si na společnost vlivných osobností, touží po uznání a slávě a vždy si umí zajistit, to co chce (většinou lichotkami). Je pečlivá (občas až příliš, což se jí velmi hodí když něco např. vyšetřuje), nápaditá, tolerantní, důvtipná a dbá na detaily. Často lze z jejího chování vypozorovat, že pro dobro svých nejbližších je ochotna podstoupit téměř cokoli - i to, co se příčí jejím zvykům a libůstkám. Pracuje jako módní návrhářka a švadlena ve vlastní prodejně Carousel Boutique (která je v Ponyville) a vlastní bílou perskou kočku Opalescence, se kterou však nemá nejlepší vztah. Má mladší sestru jménem Sweetie Belle, která je členkou klubu Cutie mark. Rarity se s ní často neshodne, ale vždy se spolu zas usmíří. Rarity je trochu jako straka, má velkou zálibu v čemkoli blyštivém, hlavně v krystalech, kterými často zdobí své modely. Zná speciální kouzlo, pomocí kterého je umí najít. Nenávidí cokoli jakkoli zmazaného, pokud ovšem nejde například o případ Applejack. Ví se, že má pro ni Spike slabost. Reprezentuje element štědrosti.

### Rainbow Dash
Rainbow Dash je pegas, žijící v oblačném domě nad Ponyvillem. Je vedoucí pegasího týmu. Miluje rychlost a létání, je velmi sebevědomá, průbojná, naivní a trochu pyšná. Jako jediný pegas na světě dokáže letět rychleji než zvuk a protože má duhovou hřívu a ocas, tak když letí svou oblíbenou rychlostí, vytváří na obloze duhu (odtud odvozeno její jméno). Dokáže zvláštní trik, který se nazývá Sonic Rainboom (Duhové jiskření) který dokáží jen ti nejlepší z nejlepších (pouze ona). Je obrovskou fanynkou Wonderbolts (Zázračné šípy) a sní o tom, že se jednoho dne přidá do této elitní skupiny letců (díky tomu, že je často zkoušena její věrnost, několikrát si však bude muset zvolit namísto Zázračných šípů své přátele). Také velmi obdivuje svou literární hrdinku jménem Daring Do. Jejím mazlíčkem se paradoxně stane těžkopádná želva jménem Tank. Reprezentuje element věrnosti.

### Fluttershy
Fluttershy je stejně jako Rainbow Dash pegas. Oproti ní je však naprosto klidná, trpělivá, empatická, hodná a bojácná, avšak je ochotna riskovat cokoliv pro dobro svých přátel. Nežije jako ostatní pegasové v největším městě na obloze Cloudsdale (česky Mrakodal), ale v chatě na kraji Ponyville, a také oproti ostatním pegasům téměř nikdy nelétá - nebo alespoň chodí mnohem častěji. Má mnoho skrytých talentů, o kterých buď neví, uplatňuje je v soukromí nebo se je stydí nebo bojí použít, jako např. zpěv, šití nebo skládání písniček. Má ale i talent, který používá docela často: svůj hypnotický pohled. Má panickou hrůzu z poníkovských oslav strašidel, podobných lidskému halloween. Rozumí řeči všech druhů zvířat. Často je doprovázena svým svérázným králíkem Angelem (Andílkem). Díky své mírné a laskavé povaze reprezentuje element laskavosti.

### Applejack
Applejack je zemní poník, žijící a pracující na farmě jménem Sweet Apple Acress (česky sladko-jablečné lány) na okraji Ponyville společně se svým starším bratrem Big Macintoshem, babičkou Smithovou, mladší sestrou Apple Bloom a se svou fenou kolie Winonou. Její rodina je však mnohem početnější a věnuje se pěstování a zpracovávání jablek po celé Equestrii. Přestože o tom nikdy nemluvila, pravděpodobně se za zády svých přátel vyrovnává s traumatickými zážitky s rodiči, které prožila v dětství. Na jejich osud se poprvé naráží v 9. díle 3. série, kdy po obloze na začátku epizody; jednou přeletí dvě komety, když má Applejack trému; podruhé na konci epizody, když je šťastná a pyšná na svou rodinu a fotografie dvou mladých, šťastných farmářů, na stěně kuchyně Appleových. V díle Klub věrných Cutie marks (5. série, 19. díl) Applejack dokonce sama prohlásí: „Kdyby tu byli máma s tátou, dmuli by se pýchou.“ Možnost, že se na její rodiče ještě přivede děj, tedy nelze zcela vyloučit. Mezi její koníčky patří péče o Apple Bloom (z čehož Apple Bloom sama zdaleka takovou radost vždy nemá), péče o farmu, Equestrijské rodeo a v neposlední řadě pomoc přátelům. Velmi nerada sundává svůj klobouk a mluví typickým jižanským přízvukem. Také umí úžasné kousky se svým obočím a její zjev skutečně působí dojmem holky, která vyrostla na farmě. Přirozeně tedy se občas nesnese jak s Rarity, tak s jejím přesvědčením o důležitosti vzhledu. Applejack skutečně nemá ráda přehnané „fintění“, korzety, šaty ani umytou hřívu a některé parfémy. Jak je trochu znát z jejího jména i klobouku, žije trochu v kovbojském stylu a často používá fráze typu: u všeho sena, u všech jablek, tři nůše příprav, atd.. Na Equestrijském tzv. divokém západě v Applevillu má také vzdálené příbuzné. Několikrát se blýskla neobyčejně excelentními výkony na nejednom Equestrijském rodeu. Stejně jako Rainbow Dash, i ona je totiž velmi pohybově nadaná a obě spolu rády soutěží (např. ve 13. díle 1. série). Je poctivá, upřímná, dobromyslná, velmi soucitná a obětavá, odvážná, rázná, někdy však až příliš tvrdohlavá. Reprezentuje element poctivosti.

### Pinkie Pie
Pinkie Pie (celým jménem Pinkamena Diane Pie) je poník se zálibou v oslavách, které organizuje při každé příležitosti. Jak odkazuje její jméno, má růžovou hřívu, ocas, i srst. Má veselou, bezstarostnou, často až chaotickou povahu. Navzdory tomu ale vůbec není hloupá - naopak má často lepší informace a důvtipnější a promyšlenější (i když ne vždy nejlepší) reakce než většina poníků v jejím okolí. Pracuje v místním pekařství Sugarcube Corner jako pekařka, pomáhá panu a paní Cakeovým při práci (i zákazníkům při konzumaci jídla), a hlídá jim jejich děti-dvojčata: syna Pound a dceru Pumpkin. Pochází však z kamenné farmy, kde žije i její rodina. Má spoustu sester (např. Maud Pie), a všechny jsou dokonalým zhmotněním jednoho z temperamentů. Například Maud je flegmatik. Pinkie je z nich druhá nejmladší a nejvstřícnější. Ostatní sestry jsou chladné a odtažité, (tyto jejich vlastnosti v celku úspěšně zakrývají jejich ryzí srdce). Naopak Pinkie Pie je živá až běda (navíc je známo, že se pohybuje pomocí skoků vyšších, než je ona sama). Má ve zvyku v celku běžně porušovat fyzikální zákony. Umí nadměrně protahovat končetiny i obličej, zbrzdit pád ještě ve vzduchu a dopadnout hladce jako list a měnit polohu až nadkosmicky rychle. Jinak řečeno je schopná zvládnout cokoli, jen když to pobaví... V celém seriálu je pravděpodobně nejvýraznějším komickým prvkem, zvláště díky svým naprosto neadekvátním reakcím na dané situace (např. ve 13. díle 3. série když se dozvěděla, že Twilight je princezna, tak řekla: „No tak to moment", pote vypila sklenici vody, kterou vzápětí vyplivla.) Má také pinkiesmysl - schopnost, s jejíž pomocí dokáže „předpovídat“ budoucnost na několik minut dopředu, a to pomocí pocitů a tiků jednotlivě, nebo v sérii. Většinou předem ví, co to znamená a kde se to stane. Nejznámější z nich je „třesoucí se ocásek“ který předpovídá pád (ať už předmětu nebo bytosti). Ve filmu Equestria girls také „údajně“ odhadem hned 2x naprosto přesně uhodla to, o čem vlastně nic nevěděla... Jejím mazlíčkem je bezzubý krokodýl Gummy, je s ním spoustu legrace! Je milovnice všech sladkostí. Reprezentuje element smíchu.

### Spike
Spike je malý mluvící fialový dráček se zelenými ostny, který se v seriálu téměř vždy objevuje buď po boku Twilight jako její asistent a kamarád, nebo po boku Rarity, jako její vášnivý obdivovatel. Do Ponyvillu přijel spolu s Twilight Sparkle se kterou se zná už doslova od narození. Když totiž Twilight nastupovala na Celestiinu akademii pro nadaná hříbata, dostala jako přijímací test za úkol, nechat vylíhnout se dračí vejce. Když se jí podařilo zadání splnit, ujala se malého dráčka, který k ní od té doby vzhlíží jako zčásti ke své kamarádce, zčásti ke své matce a zčásti jako ke své princezně. Přesto mu však nechybí pověstná dračí hrdost. Je velmi sebevědomý, odvážný a věrný, zároveň však trochu vychloubačný. Má rád uznání, ať už od křišťálových poníků, jakožto jásajícího davu, tak i od Twilight, jako od dobré kamarádky. Když se tedy Twilight ujala Owloysiuse, nechtěl ho z počátku Spike přijmout. Potrpí si jak na lichotky a komplimenty, tak i na pořádně blyštivé drahokamy, kterými se živí a kterým říká „šťavnaté“. Do Rarity je bláznivě zamilovaný už od prvního okamžiku, kdy ji spatřil. I ostatní hlavní hrdinky má ale rád. Na Fluttershy se mu líbí, že mu stále lichotí a obdivuje ho pro jeho schopnost mluvit. S Rainbow Dash a s Pinkie Pie sdílí smysl pro humor a Applejack obdivuje pro její obětavost a odvahu. Tyto jeho pocity k ní se ještě vystupňují, když mu v díle Spike k vašim službám ve třetí sérii Applejack zachrání život před tzv. Dřevlky. Spike má zvláštní schopnost, posílat princezně Celestii svitky papíru tím, že je zapálí svým kouzelným, dračím ohněm.

## Vedlejší postavy
Mezi často objevující postavy patří mladá hříbátka Cutie Mark Crusaders - Apple Bloom (mladší sestra Applejack), Sweetie Belle (mladší sestra Rarity) a Scootaloo (veliká fanynka Rainbow Dash), dále Babs Seed (sestřenice Apple Bloom), princezna Celestia, její mladší sestra princezna Luna které společně vládnou celé Equestrii, a princezna Cadance ,(švagrová, později nevlastní sestra Twilight), vládnoucí v Kříšťálovém království, dále Maud Pie (starší sestra Pinkie Pie), zebra Zecora žijící v Everfree Forest (Zakázaném lese), Discord (pán chaosu) Starlight Glimmer (zakladatelka takzvané Vesnice rovnosti), Trixie Loolamoon (kočovná kouzelnice), Thorax (changeling, od konce 6. série král changelingů), Shining Armor (starší bratr Twilight a manžel princezny Cadance), Photo Finish (slavná módní fotografka), Hoity Toity (módní kritik), Daring Do (hledačka pokladů a spisovatelka povahově podobná Rainbow Dash), Sapphire Shores (popová hvězda), Fancy Pants (slavná osobnost), Gilda (gryfon), Mare (starostka Ponyvillu), Cherilee (učitelka v Ponyvillské škole), Flurry Heart (dcera princezny Cadance a Shining Armora, neteř Twilight Sparkle), Coco Pomel , Slečna Harshwhinny (inspektorka Equestrijkých her),
Big Macintosh (starší bratr Applejack a Apple Bloom), Derpy Hooves (převážně němý pegas, doručující poštu) , Granny Smith (babička Applejack a Apple Bloom), DJ Vinyl Scratch (uměleckým jménem DJ Pon 3), Bon Bon, Lyra Heartstrings, Doctor Whooves a mnoho dalších...

## Záporné postavy
Toto je výpis pouze některých záporných postav seriálu. Ve skutečnosti je jich však mnohem víc.

### Nigtmare Moon
Bezcitná příšera, která se, jakožto královna temné stránky noci, zdržuje v podvědomí princezny Luny. Na svět se dostává pouze v jednom případě, kdy princeznu zcela posedne a jejím prostřednictvím se pokouší nastolit věčnou noc. Stejně jako většina padouchů jejího ražení, i ona je temperamentní, vzteky hlasitě křičí, nepřirozeně často, nepřirozeně nahlas, nepřirozeně vysoko a s podivnou ozvěnou se směje a diktuje své podlé úmysly okolní mlze. Je černá, má netopýří křídla a zuby, a hřívu z modré noční mlhy. Ve snaze zamezit přístup k elementům harmonie, tedy k jedinému způsobu jak ji porazit (jak se domnívá), stvořila:
- puklinu ve skále - aby přežili, musí spolupracovat - je zapotřebí upřímnosti Applejack.

- Mantikora - krvelačná nestvůra se lvím tělem, netopýříma ušima a křídly, štířím ocasem a trnem v tlapce. Právě díky tomuto trnu je zuřivý a nebezpečný, a proto je zapotřebí laskavosti Fluttershy (v tomto případě je dílem Nightmare, pouze onen trn).
- Duchy stromů - to jsou vykotlané stromy, ve tvaru strašidelných obličejů. Nebezpečné v podstatě nejsou, slouží hlavně k zastrašování - je zapotřebí optimismu Pinkie Pie.
- Vodního hada - takto Twilight označila tvora, který ze všeho nejvíc připomíná vlasatou Lochneskou příšeru. Nightmare tomuto stylově založenému tvoru utrhla polovinu kníru, a on v žalu rozpoutal peřeje na řece, kterou dívky potřebují přejít. Vždyť co v celém zapovězeném lese je dost krásné, aby to ztracený knír nahradilo? - je zapotřebí štědrosti Rarity.
- Mračné šípy - to jsou přízraky určené k tomu, aby svedli Rainbow Dash na stezku smrti a přinutili ji pod iluzí slávy opustit přátele - je zapotřebí její věrnosti.
- Ve finále se utkají s Nightmare Moon, která vzápětí ničí schránky s elementy harmonie - je zapotřebí Twilightiných znalostí magie a vzájemného přátelství, aby mohly obnovit elementy harmonie a porazit Nigtmare Moon.

### Discord
Pán chaosu, což ostatně dokazuje i jeho vzhled: kozlí hlava, jelení paroh, lví tlapa, kuří pařát, netopýří křídlo, modré orlí křídlo, koňská noha, dračí noha, hadí ocas s bílou chocholkou a dvě jasně červené oči se žlutým bělmem - samozřejmě každé jinak velké... Elementy ho dvakrát zaklely do kamene a jednou ho z něj vysvobodily. Je poněkud škodolibý a panovačný. Má schopnost cokoli vyměnit (a nejlépe promíchat) s čímkoli. Jednou toho využil, aby hlavním hrdinkám vzal jejich nejdůležitější „elementární“ vlastnosti. Např.: Fluttershy nastavuje nohy, Applejack lže a s Rarity se zásadně nedělí... Twilight získala ztracenou víru v přátelství pomocí dopisů o studii přátelství, které do té chvíle zaslala princezně Celestii. Fluttershy si ho dokázala i přes nedůvěru ostatních naklonit. Discord má v podstatě problémy s výběrem spojence, a své rozhodnutí neustále mění.

### Chrysalis
(česky Královna falešnic) - velmi nepoctivá, podrazácká, jízlivá, prolhaná a vlezlá. Zdroj její energie je láska. Aby se k ní dostala, má schopnost změnit podobu. (Když se v seriálu objevila, snažila se nahradit princeznu Cadance.) Její přirozená podoba je velmi odpudivá - je vysoká, vyšší než Celestia, černá až tmavo-zeleno-modrá, její bílo-tyrkysová hříva je slepená v tenkých pramíncích a na hlavě má naraženou černou korunku s malými srdíčky, křídla netopýřího tvaru, „mouchovsky“ průsvitná a plná děr, stejně jako její nohy a roh. Její armáda se skládá z nejméně tisíců tvorů - promíchaných much, poníků a netopýrů, tzv. Changelingů, kteří umí měnit podobu stejně dobře, jako jejich královna. Místo řetězů (jakožto spoutávacího materiálu) používají jakýsi zelenkavý sliz. Nepocházejí z Equestrie, ale z jí velmi vzdálených míst. Jediné, co může Chrysalis porazit je pravá, čistá, neochvějná a opětovaná láska.

### Král Sombra
Tzv. „Jednorožec s temným srdcem“, který se kdysi zmocnil Křišťálové říše a vládne černým krystalům. Před tisíci lety byl pro své skutky poslán do vyhnanství, avšak zároveň ukryl křišťálové srdce a zaklel celou říši do zapomnění. Charakteristické jsou pro něj jasně rudé oči, s neonově zeleným bělmem a fialkovým dýmem místo řas. Je obdařen obrovskou magickou mocí, kterou ale neumí používat pozitivně. Stejně jako u Chrysalis, jediný kdo ho může porazit je princezna Cadance a tentokrát její schopnost aktivovat křišťálové srdce. V předposledním díle páté série se dozvídáme, jak by Equestrie vypadala, kdyby princezna Cadance bitvu s ním prohrála. Král Sombra by tzv. zhypnotizoval křišťálové poníky a přinutil by je bojovat, proti princezně Celestii. Padlo by mnoho nevinných poníků na obou stranách a nelítostná válka by nezvratně poznamenala mnoho životů. Nelze vyloučit, že by král Sombra nakonec zvítězil a ponořil celou Equestrii do černých krystalů.

### Lord Tirek
Tzv. poní minotaurus - trochu připomíná kentaura. Kdysi se on a jeho bratr Scorpan vypravili do Equestrie ukrást tamní magii. Scorpan si však Equestrijské poníky velmi oblíbil, a pokoušel se bratra přesvědčit, aby se svých plánů vzdal, Tirek však odmítl. Scorpan proto varoval mladé princezny a poté se vrátil do rodné země. Celestia a Luna uvěznily Tireka do hlubin Tartaru (viz níže) a on tam zůstal až do 25. dílu 4. série. Tehdy však Kerberos (trojhlavý pes) opustil své místo u vchodu a Tirekovi se podařilo utéct. Když začal krást magii, začal u jednorožců, protože ti svou magii používají v „dobytné“ formě - magie. Poté se zaměřil na pegase a jejich kouzelnou schopnost létat a ovládat počasí. Pak napadl zemní poníky s úmyslem, vzít jim jejich nadvládu nad zemí a přírodou. Když i s nimi skončil, dokázal se postavit i alicornům a úplně nakonec si nechal Discorda, který ho do té chvíle považoval za spojence. Poslední druh magie - ten nejmocnější - Tirek vstřebat nedokázal - přirozeně: magie přátelství. Tirek přátelství nikdy nepochopil a nemohl tedy jeho magii používat. Twilight naopak dokázala, jak zodpovědně dokáže s touto ohromnou mocí zacházet, a stala se tedy její opatrovnicí a skutečnou, doceněnou, plnohodnotnou a váženou čtvrtou princeznou Equestrie. Byla totiž schopná obětovat poslední naději Equestrie za život svých přátel. Když získaly hlavní hrdinky sílu Rainbow Power ze skříňky přátelství (viz níže), porazily Tireka, znovu ho uvěznily v Tartaru (odkud může mimochodem utéct stejně snadno, jako před tím) a navrátily magii celé Equestrii.

### Starlight Glimmer
Obyčejný jednorožec podobného ražení, jako Twilight Sparkle. Jak se zdá, jejím jediným cílem je šířit v Equestrii přátelství. Kdysi dávno měla přítele Sunbursta, o kterého přišla jen díky jeho Cutie Mark. Tak se naučila kouzlo, které zbaví poníky jejich znamének a nahradí je tzv. znamením rovnosti - dvěma vodorovnými čarami. Tím dokázala smazat odlišnosti a rozdíly mezi poníky, které donutila se svého Cutie Mark vzdát a po té s nimi žila na okraji Equestrie v takzvané „vísce rovnosti“ coby její zakladatelka. Domnívala se totiž, že veškeré neshody berou svůj původ v rozdílech a rozdílných názorech, zatímco harmonie ne. Aby však oni poníci jejím metodám uvěřili, musela jim nalhat, že se sama také vzdala značky a že ono kouzlo je ukryto v tzv. berle jednoty. Šest hlavních hrdinek, spolu s Double Diamondem, Party Favorem, Sugar Belle a Night Glider, ji porazili a Starlight mizí z vesnice. Později se v seriálu objeví při pokusu Rainbow Dash (s pomocí kouzla pro cestování v čase) provést její první duhové jiskření, díky kterému mají všechny hlavní hrdinky Cutie mark a hlavně se díky němu znají navzájem. Zpřetrhání jejich pout vždy vede pro celou Equestrii k naprosto apokalyptické budoucnosti, jelikož všechny výše i níže uvedené padouchy nemá kdo porazit. Equestrie se pokaždé mění v chaotické království zkázy. Ani Twilight, jakožto reprezentant elementu magie, nedokázala Starlight porazit. Musela ji nakonec přesvědčit, že ztráta Sunbursta není ztráta všech možných dalších přátelství. Starlight tedy nechá provést Rainbow Dash duhové jiskření a vrací se do své doby. Poté se všem omlouvá a přijímá Twilightinu nabídku, studovat u ní, stejně jako kdysi Twilight u princezny Celestie. Její studium končí na začátku 7. série po předávání Equestrianského srdce statečnosti, přesto ale zůstává u Twilight. Ve filmu Equestria girls: Kouzlo Tance (Dance Magic) přesvědčila Juniper Montage, aby se vzdala své moci a osvobodila ze zakletého zrcadla její přátele tím, že si přeje, aby napravila své chyby.

### Diamond Tiara
Malá klisnička a dcera úspěšného ponnyvillského podnikatele a obchodníka jménem Filthy Rich. Její rodina je velmi bohatá a může si dovolit najímat sluhy, kteří za Tiaru předvedou ve škole složité cviky, o kterých říká, že jich je také schopna, a po té sklízí veškerou chválu sama. Je přibližně tak ve stejném věku jako Cutie Mark Crusaders, ale na rozdíl od nich svůj spontál využívá k neplechám, často se chová hrubě, panovačně, sebestředně, škodolibě, povýšeně, pyšně, uštěpačně, prostořece, drze a nepoctivě. Často je vidět se svou věrnou, avšak trochu hloupější, slušnější a optimističtější kamarádkou Silver Spoon v zádech a jeden čas se s ní přátelila i Babs Seed aby unikla šikaně z její strany. Později za pomoci Cutie Mark Crusaders pochopí, že má být podle svého znaménka ostatním dobrým vzorem a ne přísnou panovnicí. Od té doby se již chová štědře a laskavě.

### Trixie
(celým jménem Trixie Loolamoon) - šarlatánka, co o sobě šíří falešné zvěsti o neskutečných skutcích a o svém rádoby hrdinství, kouzelnické zručnosti a odvaze. Přesto se ke každému, kdo jí nevěří, chová krutě a sobecky. Je to jedna z největších rivalek Twilight Sparkle. Ta ji posléze poníží, když se Trixie lekne hrdinství, které podle svých řečí už prokázala a následně je vypuzena z Ponyvillu a Twilight si užívá zasloužených pět minut slávy. Později se Trixie do Ponyvillu vrací, ovládána Elementem alicornů (viz níže) a vyhání Twilight z Ponyvillu. Nebýt její věčné touhy po moci, už by ji nic nezastavilo a ovládla by polovinu Equestrie. Je nápaditá, pilná, škodolibá, namyšlená, sobecká a hrubá. Hovoří o sobě ve třetí osobě a jako o „velké a mocné Trixie“. Na konci příhody s Elementem alicornů se polepší a omlouvá všem svým obětem.

### Flim a Flam
dva dospělí hřebci a bratři, živící se prodejem doprovázeným podvody. Vyznačují se svou značnou nepoctivostí a podnikatelským duchem a jsou to ten typ obchodníků, který „Aby něco prodal, je ochoten udělat úplně všechno.“ Jsou to největší rivalové Applejack (jednou ji chtěli připravit o domov, jednou pošpinit její pravdomluvnost). Jejich jména pochází z anglického flimflam, což znamená podvod/švindl. Prvně se v seriálu objevili se svým Jablečným lisem - to když začínaly poctivé postupy Appleových zklamávat. Jejich stroj byl sice rychlý, ale nedokázal nahradit spoustu lásky, dřiny a času, kterou Appleovi věnovali nejen výrobě jablečného vína, o které v epizodě šlo nejvíc, ale i pěst a jiným náročným zpracováním jablek. Podruhé se pokoušeli prodat jablečný mošt, pod názvem Flimův a Flamův léčivý sirup.
Po třetí se v seriálu objevují jako zaměstnanci v Las Pegas, háček je ten že se nemohou vůbec na ničem shodnout, Fluttershy společně s Applejack je udobří a pokusí se napravit i ostatní problémy s přátelstvím v Las Pegas.

## Postavy Equestria girls
Některé postavy vyskytující se ve filmech Equestria girls, v seriálu jako takovém nenajdeme. Patří k nim:

### Sunset Shimmer
Sunset Shimmer začala studovat u princezny Celestie jen chvíli před Twilight Sparkle. Když okamžitě nedostala co chtěla, rozhodla se odejít. Odešla do Canterlot high a tam si vybudovala potřebnou autoritu, takže se jí většina studentů bála. Jednou se jí dokonce povedlo pomocí SMS s falešným autorem rozeštvat Applejack, Rainbow Dash, Rarity, Fluttershy a Pinkie Pie. Později se vrátila do Equestrie a ukradla element Magie. Ten našla (na druhé straně portálu) Fluttershy a dala ho ředitelce Celestii. Ta ho použila jako cenu princezny podzimního plesu. Když Twilight kamarádky zase sblížila a porazila Sunset Shimmer, ta poznala, že přátelství je silnější než kouzla. Od té doby s děvčaty spolupracuje. Záhy se ukazuje, že „ta hodná“ Sunset Shimmer se povahově velmi podobá Twilight Sparkle. Jen se výrazně liší ve stále měnících se intervalech dostatku a nedostatku sebedůvěry. Také se ale vyzná v magii, jejích druzích a protikouzlech, ale její nejistota (pramenící z jejího vědomí, že od ní všichni čekají to nejhorší) má často značný vliv na její chování. To však platí, pouze pro film Rainbow Rocks. Při Přátelských hrách je už oficiálně v klubu hlavní pětky. Její rady a názory jsou vyslyšeny a někdy se zdá, že je sebevědomá až moc. V každém filmu se transformuje:
1 - Démon, označitelný za Midnight Shimmer,
2 - Naponění - Extra transformace pro hlavní hrdinky (vlasy se prodlouží do délky ohonu, lidské uši vystřídají poní, pegasové dostanou křídla a v druhém díle i melír)
3 - Daydream Shimmer (viz níže...)
Je zvláštní, že na ni nepůsobí temná magie sirén, přestože (jak se ZATÍM zdá) nereprezentuje žádný element harmonie. Její cutie mark je rozvlněné, šesticípé, červeno - žluté slunce. Když vystupuje společně s Rainbooms, hraje na elektrickou kytaru. V kempu Everfree získala schopnost číst lidem myšlenky, dotkne - li se jich.

### Flash Sentry
Flash Sentry se na Canterlot high objevuje jako hudebník, a to až do založení Rainbooms, nejznámější kapely na Canterlot high. Je známo, že se Twilight líbí a ona jemu také. Seznámili se tak, že do sebe vrazili a stává se jim to teoreticky doteď. Za dvě minuty do sebe dovedou omylem strčit asi čtyřikrát (platí i pro Twilightina dvojníka, který ovšem ke Flashovi nepociťuje to, co Equestrijská Twilight). Flashův dvojník v Equestrii je členem zámecké stráže paláce v Canterlotu.

### Dvojník Rainbow Dash
Asi se budete divit, ale lidé nemají křídla!!! Vzhledem k tomu, že létání není smyslem jejího života, vyniká ve světě lidí v jiném oblíbeném sportu, tj. ve fotbale, (její zálibu okusila i Twilight) hlavně ve filmech Equestria girls a Equestria girls: Rainbow Rocks. Zdá se trochu důvěřivější a méně ambiciózní než její equestrijské já. V kapele Rainbooms hraje na elektrickou kytaru a je její zakladatelkou a frontmankou. V kempu Everfree získala schopnost ohromné rychlosti.

### Dvojník Pinkie Pie
Pinkie se od svého dvojníka z Equestrie příliš neliší. Stejně podnikavá a potřeštěná... Místo vyřčených vtipů, vtipkuje tato Pinkie spíš zvláštnímy pohyby. Na Canterlot high má obvykle za úkol pořádat oslavy a diskotéky. Díky tomu, že má husté růžové vlasy, v nich dokáže cokoli schovat (např. ve filmu Equestria girls propisku nebo v minifilmu Equestria girls: Kouzlo filmu kyblík čokolády). V Rainbooms hraje na bicí soupravu. V kempu Everfree získaly její konfety, které okolo sebe stále rozhazuje, vysoce výbušné vlastnosti.

### Dvojník Fluttershy
Je svému ponímu já také velmi podobná. Pomáhá v tamním útulku a do školy nosí zvířata (která tam nesmí) v batohu. Chová se trochu jistěji a neempatičtěji než ve druhém případě. V Rainbooms hraje na tamburínu a skládá texty písní. V kempu Everfree získala schopnost mluvit se zvířaty.

### Dvojník Rarity
Má - stejně jako v Equestrii - svůj vlastní krámek s šatstvem. Je stejně nadaná návrhářka a detailistka. Při každé příležitosti má po ruce návrhy pro sebe i své kamarádky. Je trochu pilnější a místo, aby stále nestíhala, má často mnoho modelů v záloze. V Rainbooms má na povel klávesy. V kempu Everfree získala schopnost vyčarovávat kouzelné krystalové disky, které jsou téměř nezničitelné.

### Dvojník Applejack
- stejný pocuchaný účes - stejný kovbojský klobouk - stejné svaly - stejný pihovatý úsměv - stejná poctivost
Applejack je prostě nenapravitelný profil. Její paralelní rodina zásobuje školní jídelnu. V Rainbooms hraje na basovou kytaru. V kempu Everfree získala schopnost ještě větší fyzické síly, než kterou do té doby už ovládala.

### Dvojník Twilight Sparkle
Equestrijská Twilight (jak již bylo uvedeno) na Canterlot High dvojníka nemá. Ten totiž studuje na Crystal Prep. Oproti první Twilight, tato nosí drdol, brýle, školní uniformu a medailonek, který sama vyrobila a který jí měl pomoci pochopit zvláštní energii vycházející z Canterlot High, ze které se nakonec vyklube magie přátelství z fyzického hlediska. Tato Twilight se - stejně jako druhá - totiž zajímá o přírodní vědy (ve kterých je mimochodem nejvyspělejší z Crystal Prep), ale Twilight z Equestrie přátelstvím kdysi pohrdala a odmítala si připustit jeho váhu v životě. Naproti tomu tato Twilight si tuto pravdu (aspoň zčásti) připouští, a řeší jiný problém - naopak teď nikdo nechce kamarádit s ní. Pravděpodobně zůstává jednorožcem, i když z Twilight z Equestrie udělají alicorna... Equestrijskou Twilight teď na Canterlotu zastupuje Sunset Shimmer, jelikož obě vědí o přátelství a o magii první poslední, zatímco crystal-prepská Twilight neví nic ani o magii, ani o přátelství. Představuje tedy opak nejen Sunset Shimmer, ale i opak sebe sama. Navíc její medailonek vysává všechnu magii, kterou najde. Dá se tedy říci, že magii krade, což je přesně opačná úloha člověka, který reprezentuje element magie. Když pak Twilight medailon pod nátlakem nedobrovolně otevře, promění se v Mindnight Sparkle (viz níže...). Později přestupuje na Canterlot High, a dívky ji ochotně příjmají mezi sebe. V kapele Rainbooms zastává stejnou pozici, jako její dvojník - tedy pozici hlavní zpěvačky. V kempu Everfree získala schopnost telekineze.

### Spike-pes
I v Equestrii je mluvící drak neobvyklý, ale řekněte: Potkali jste někdy mluvícího psa? Jistě uznáte, že taková situace nenastane. Dovedete si tedy představit hysterickou reakci racionální uchazečky stypendia na biologické vysoké škole (na Evertonu), když její nevinně štěkající štěně skočí do díry v prostoru, a z jiné vyskočí do náruče dívky, které před jejíma a očima právě narostly křídla, a lidskou řečí poznamená: „Týýjo!“ Není to sice ten hrdý, šupinatý pomocník číslo jedna z Equestrie, ale Twilight má k němu stejně dobrý vztah jako v druhém případě.

### Sirény
Sirény (The Dazzlings) jsou Equestrijské bájné bytosti, které by si ji prý dovedly celou podmanit, podle legendy z ní však byly naštěstí díky Stars Wihrlovi vyhnány do světa lidí. Prý svým zpěvem dovedly mezi poníky zavést nepřátelství a na jejich nedůvěře měly údajně stále silnější vliv. Ve světě lidí neměly mít žádnou magii pod kontrolou. To se však změní jakmile ucítí energii, kterou Twilight a její kamarádky použijí proti Sunset Shimmer. Sirény naneštěstí tu energii zachytí a opět se stávají skutečnou a nemalou hrozbou. Jsou tři - Adagio Dazzle, Sonata Dusk a Aria Blaze.

### Abracus Cinch
Tato žena, má funkci ředitelky v akademii Crystal Prep, a je skutečným vzorem své školy. Tamní studenti, se totiž proslavili svou vzájemnou nenávistí - jinak řečeno, vládne tam vše, jen ne harmonie. Je zvyklá nad ostatními vítězit a neváhá proto vydírat, podvádět a dokonce riskovat životy. Na konci třetího filmu, jí je funkce pravděpodobně odebrána a nejspíš předána děkance Cadance.

### Sour Sweet
Tato dívka je studentka z Crystal Prep a jak se zdá, je mezi tamními studenty v čele. Snadno se do něj se všemi svými talenty dokáže dostat. Je cholerická, temperamentní, sobecká, pesimistická a arogantní. Když něco říká, většinou větu začne úlisně, a konec doslova zařve. Příklad: „No jasně drahoušku, rozhodně si nech radit od člověka, se kterým soupeříš!!!!!“ Vtipně tento zvyk použije na konci Přátelských her, kdy se nejdřív přiznává a poté svádí největší vinu na svou ředitelku slovy: „Vlastně za to můžeme my všichni. Ale hlavně ona“. Obecně se pokládá za jakousi „AntiFluttershy“.

### Indigo Zap
To je spolužačka Sour Sweet, která má asi tak stejně soutěživého ducha, nezvladatelnou kštici a lásku ke zlaté medaili, jako Rainbow Dash. Je jí však nepodobná v klíčové vlastnosti - věrnost. Indigo je neuvěřitelně sobecká a neempatická. Tato její vlastnost však v závěrečné bitvě mizí, když zachraňuje Rarity před vpádem do časoprostorové trhliny. Nosí oranžové brýle a má pisklavý hlas. Bývá označována za opak Rainbow Dash (stejně na tom však je Fluttershy a Rainbow, Discordem zakletá do podoby, kdy byla schopná opustit přátele).

### Sugar Coat
Byla-li Sour Sweet označena za pesimistku, musí vedle Sugar Coat vypadat jako Pinkiino dvojče. Tato Shadowboltka je neskutečně zaujatá na cizí chyby a stále je všem připomíná. Pokud byla označena za lhářku, pak je to jen označení pro řadu jejích ironicky pochvalných poznámek, které však nepoužívá tak často jako prosté vyjádření nedobrého názoru na věc. I tak je však asi nejpovedenější ze všech opaků - je opak Applejack. Nosí tmavo rudé brýle a soustavu vzájemně zapletených, světlých, šedo - modrých culíků. Mluví znuděně a monotónně. Taktéž opak Pinkie Pie.

### Sunny Flare
Ve filmu se to příliš neprojevuje, ale tato studentka Crystal Prep je pravděpodobně lakomá a cílevědomá. Navzdory teoriím o opaku je stejně čistotná a marnivá jako Rarity. Spíš jsou si asi vzájemně největšími sokyněmi (stejné to asi je s Indigo Zap a Rainbow Dash). Nosí velmi krátké fialovo - modré mikádo s oranžovou sponou ve tvaru květiny.

### Lemon Zest
Tato vášnivá zástupkyně Crystal Prep na Přátelských hrách má tmavě limetkové vlasy a nechutně růžová sluchátka. Pouští si do nich takové úděsnosti, jaké se ještě snad dají pokládat za muziku, a zdánlivě do rytmu u toho dělá zvláštní pohyby a výrazy v obličeji. Navzdory tomu ještě nikdy nikoho nerozesmála. To se však za znamení jedinečnosti pokládat nedá, jelikož je na Crystal Prep nedostatek smíchu přirozenost. Kromě toho však není Lemon zajímavá nijak jinak, a právě to by měl správně být pravý důvod, proč je jejím opakem výstřední a potrhlá Pinkie Pie.

### Midnight Sparkle
To je taková twilightí Nigthmare Moon - rival je síla slunce, cíl je od základů změnit současnou situaci světa a zorničky jakoby kočičí... Ani Twilight to nemyslela tak zle, stejně jako Luna. Midnight si kladla za cíl vytvořit co nejvíce trhlin do Equestrie - světa magie - a pochopit a naučit se používat všechnu tamní magii. Ke smyslům ji zpět přivedla láska ke Spikovi a Daydream Shimmer. V tomto případě nebyla Twilight přemožena vlastní touhou po moci, ale nechala se tzv.,vyhecovat" a dala přednost vítězství, magii, vysněnému stipendiu a vědění před přáteli, ctí a pravidly, harmonií i před sebou samotnou - proto ta negativní energie... Jak už jméno říká, symbolem její magie je noc. Midnight vystupuje několikrát i ve čtvrtém filmu, kdy straší Twilight ve snech a přesvědčuje ji, že magie je špatná věc, a že ji Twilight ze svého nitra nikdy nevypudí. Twilight se ale nakonec sebere a Midnight porazí.

### Daydream Shimmer
To je ztělesnění ducha přátelství, světla, naděje a úsvitu. Tvar a řád tomu dodává Sunset Shimmer, do které se tyto elementy vžily, aby mohla porazit Midnight Sparkle. Transformovala se, protože pochopila, že i s nepřítelem se může spřátelit, zjistila jak nebezpečná je hamižnost, došlo jí, že přátelství je nezbytné pro osobní štěstí a naučila se odpouštět chyby. Je tedy jakýmsi symbolem dobroty - nejen že nechce smést Midnight z povrchu zemského, ale také s ní soucítila, protože kdysi byla to samé, čemu v té chvíli čelila. Midnight i Daydream se nepovažují za lidské bytosti, ale jakési nadpřirozeno.

### Gloriosa Daisy
Gloriosa a její bratr jsou současnými majiteli kempu Everfree. Dívka je pravděpodobně o něco mladší než její bratr a obě sestry (Celestia a Luna), přesto je však už dospělá. Je sice ochotná, vstřícná, obětavá a tolerantní, ale několikrát za film se nepohodla se svým bratrem, který o ni měl strach. Pro Gloriosu je totiž kemp všechno a když začne krachovat a jeho poslední šancí záchrany před koupí Filthy Riche je zájem hostů, je ochotná udělat pro ně všechno, jen aby se cítili spojeně. Jenže je to na ni příliš a Timberovi se to nelíbí. Když pak Gloriosa objeví v krystalové jeskyni sedm drahokamů (zvané geody), s jejichž pomocí dokáže ovládat přírodní živly, promění se v Gaiu Everfree a pokusí se donutit táborníky ke štěstí násilím. Je však hlavními hrdinkami poražena a geodů zbavena. Za pomoci svých nových přátel nakonec tábor spasí i bez magie.

### Gaia Everfree
Tak se jmenuje bytost, která podle Timberova příběhu obývá Everfreejské lesy. Když totiž prý jeho praprarodiče založili v lesích kemp Everfree, Gaia ucítila bolest stromů, které příchozí pokáceli, a naštvala se. Timbrovi údajní předkové ji prosili, ať je nechá postavit tábořiště, protože se chtěli o něj podělit s dalšími lidmi. Gaia nakonec souhlasila, ale varovala, že se jednou vrátí a vezme si les zpět. Když potom zmizela, zbyla po ní jen rozvířená drť z drahokamů. Tuto historku si Timber vymyslel, aby nějak vysvětlil zemětřesení, která způsobila jeho sestra. Gaia Everfree má být monstrum, schopné ovládat přírodní živly, které je posedlé lesem. Když se pak Gloriosa nechá pohltit magií sedmi kouzelných krystalů (geodů), promění se za někoho, kdo ze všeho nejvíc připomíná právě Gaiu Everfree. Dokázala probudit i ty nejsušší rostlinky a použít je ke svým potřebám. Snažila se sice ochotně, aby se v kempu ostatním líbilo, ale naprosto postrádala empatii. Když jí hlavní hrdinky vzaly geody, vzaly jí tím i magii a porazily ji. Zároveň tak zachránily Gloriosu ze spárů temné magie a celý kemp před zničením.

### Timber Sprouce
Timber je Gloriosin starší bratr, a známost Twilight ze světa lidí. Když chtěl nějak vysvětlit podivné úkazy, které způsobila jeho sestra, vymyslel si historku o Gaie Everfree. Celou dobu Gloriose rozmlouval, co dělá a když se pak jako Gaia Everfree zmocnila kempu, tak byl mimo Sunset a Twilight ten poslední, kdo ještě věřil v její možnou tzv. „detransformaci“ a také jí jako první odpustil. Twilight jej tajně miluje i když je to poznat z jejího výrazu (červené tváře) a ostatní dívky si z ní proto utahují.